# Lepidocephalichthys arunachalensis
Lepidocephalichthys arunachalensis is een straalvinnige vissensoort uit de familie van de modderkruipers (Cobitidae). De wetenschappelijke naam van de soort is voor het eerst geldig gepubliceerd in 1984 door Datta & Barman.